# Macrobiotus virgatus
Macrobiotus virgatus är en djurart som tillhör fylumet trögkrypare, och som beskrevs av Murray 1910. Macrobiotus virgatus ingår i släktet Macrobiotus och familjen Macrobiotidae. Inga underarter finns listade i Catalogue of Life.